# خروج ممنوع
خروج ممنوع (انگلیسی: No Exit) یا گناهکاران به دوزخ می‌روند یک فیلم درام لهستانی به کارگردانی تاد دانیلفسکی است که در سال ۱۹۶۲ منتشر شد. این فیلم بر پایهٔ نمایشنامه‌ای به همین نام اثر ژان-پل سارتر ساخته شد. از بازیگران این فیلم می‌توان به ویوسا لیندفورش و ریتا گم اشاره کرد.